# フェラーリ・250LM
フェラーリ 250LMは、イタリアの自動車メーカーのフェラーリが1963年に発表したスポーツカーである。250LMのLMとはル・マン（Le Mans）の頭文字。

## 概要
フェラーリは1962年から1964年の世界製造者選手権グランドツーリング第3部門で、3年連続チャンピオンシップを獲得したフロントエンジンモデルの250GTOに限界を感じており、その発展型後継モデルとしてミッドシップレイアウトをとる250LMを1963年秋のパリ・サロンでデビューさせた。
それまでの例にならい、1気筒あたりの排気量を車名としているため、250は250  cc×12気筒=3,000 cc（実際には2,953 cc）を示す。この3リットルエンジンを搭載した車は300 PSを発揮したが、実際には最初の1台（シャシーNo.5149）を除いて3,286 cc/305 PSエンジン（1シリンダーあたり275 cc）を搭載していたことから275LMと俗称されることもある。
当時選手権は、連続する12か月間に100台以上を生産したグランドツーリングカーにタイトルが掛けられていたが、当時のフェラーリはそれだけの生産をできる設備を持たなかったため制作が思うように進まなかった。
生産が思うように進まない250LMをフェラーリは、250GTのエボリューションモデルとして国際自動車連盟 (以下、FIA) に申請したが250GTOの時とは違いFIAに認可されることはなかった。結局、量産試作車の1台を含め生産台数は32台に留まり、グランドツーリングカーの承認が取れなかったため、250LMは選手権副章典の国際プロトタイプトロフィーへのエントリーにならざるを得なかった。この決定に腹を立てたエンツォ・フェラーリは、1965年の選手権に市販型のフェラーリ車をエントリーさせないという強硬策に出た（この年のルマン24時間にだけ275GTB/Cが唯一エントリーしている）。

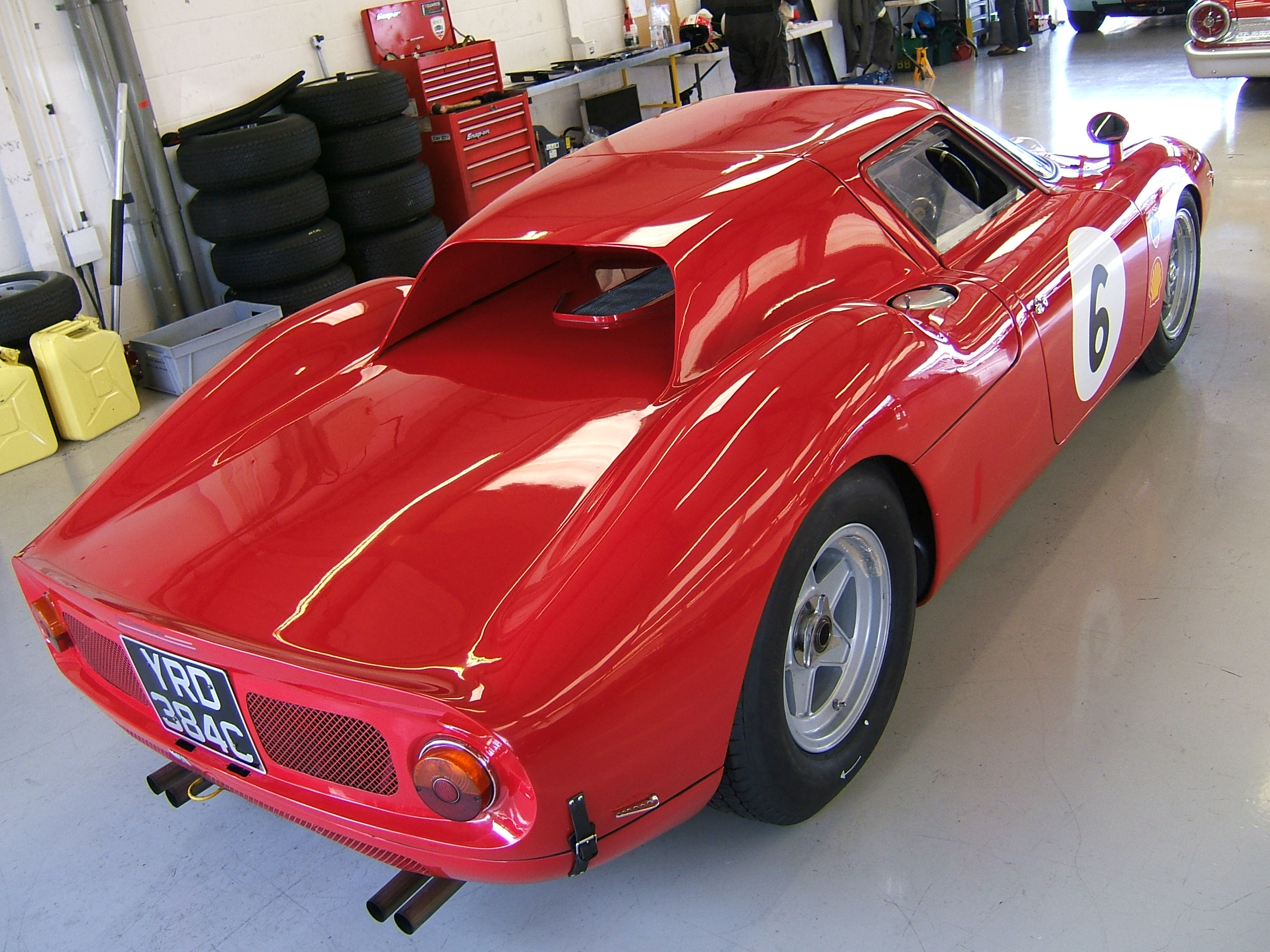
リア部